# Zimski dvorac
Zimski dvorac (rus. Zimnij dvorec) u Sankt Peterburgu bio je službena rezidencija ruskih careva od 1732. do 1917. godine. On je jedan od najznačajnijih spomenika ruske barokne arhitekture, točnije rokokoa.
Nakon Veljačke revolucije, dvorac je postao sjedište Privremene vlade. Godine 1922., dvorac je pripojen državnom muzeju Ermitaž. Sagrađen je u razdoblju od 1754. – 1762. po projektu talijanskog arhitekta Bartolomea Rastrelija.
Suvremeno zdanje ima oblik kvadrata s unutarnjim dvorištem i pročeljima okrenutim prema rijeci Nevi, Admiralitetu i Dvorskom trgu. Glavna fasada, okrenuta prema Dvorskom trgu, prorezana je lukom odnosno paradnim prolazom prema unutarnjem dvorištu.
Na jugoistočnom dijelu drugog kata nalazi se jedan od spomenika rokokoa, nasljeđe četvrtog zimskog dvorca - Velika crkva Zimskog dvorca.
Zimski dvorac ima 1057 soba, 1786 vrata i 1945 prozora.
Glavno pročelje je dugo 150 metara i 30 metara visoko. U prizemlju se uglavnom nalaze činovničke prostorije, prostorije za osoblje, galerije i dvorane. Na prvom katu se nalaze glavne prostorije i apartmani carske obitelji. Na drugom katu se nalaze sobe i apartmani za visoke dvorjane i službenike. Velike dvorane koje je koristio dvor bile su uzduž hodnika, koji je počinjao od Jordanskog stubišta.